# 新潟県道61号柿崎牧線
新潟県道61号柿崎牧線（にいがたけんどう61ごう かきざきまきせん）は、新潟県上越市にある県道（主要地方道）である。

## 概要
上越市柿崎区と吉川区の一部を除き山間部を通る主要地方道である。

### 路線データ
- 起点：新潟県上越市柿崎区下小野（下小野交差点、県道25号交点）
- 終点：新潟県上越市牧区山口字下川原（国道405号交点）

## 歴史
- 1993年（平成5年）5月11日 - 建設省から、県道柿崎牧線が柿崎牧線として主要地方道に指定される[1]。

## 路線状況

### 重複区間
- 国道253号（浦川原区長走 - 浦川原区・有島交差点）
- 新潟県道13号上越安塚柏崎線・新潟県道43号上越安塚浦川原線（浦川原区横住 - 牧区坪山）

## 地理

### 通過する自治体
- 上越市

### 交差する道路
- 新潟県道25号柿崎小国線（柿崎区下小野交差点、起点）
- 新潟県道524号黒岩下小野線（吉川区代石）
- 新潟県道78号大潟高柳線（吉川区・原之町交差点）
- 新潟県道338号原之町上下浜停車場線（吉川区・原之町交差点）
- 新潟県道241号川谷十町歩線（吉川区十町歩）
- 新潟県道258号長坂潟町停車場線（吉川区長坂）
- 国道253号（浦川原区長走）
- 国道253号（浦川原区・有島交差点）
- 新潟県道13号上越安塚柏崎線（新潟県道43号上越安塚浦川原線重複）（浦川原区横住）
- 新潟県道278号牧横住線（浦川原区横住、県道13号・43号重複区間）
- 国道405号（牧区山口、終点）

### 沿線にある施設など
- 北越急行ほくほく線 うらがわら駅